# J. D. Forrest
Justin David „J. D.“ Forrest (* 15. April 1981 in Auburn, New York) ist ein ehemaliger US-amerikanischer Eishockeyspieler und derzeitiger -trainer, der im Verlauf seiner aktiven Karriere zwischen 2000 und 2014 unter anderem 242 Spiele für Saimaan Pallo, Porin Ässät, Oulun Kärpät und Jokerit Helsinki in der finnischen SM-liiga auf der Position des Verteidigers bestritten hat. Darüber hinaus absolvierte er weitere 85 Partien für die Augsburger Panther aus der Deutschen Eishockey Liga (DEL). Seit Sommer 2020 ist Forrest als Cheftrainer der Wilkes-Barre/Scranton Penguins aus der American Hockey League (AHL) tätig.

## Karriere
Forrest wechselte als 16-Jähriger zur Saison 1997/98 ins Förderprogramm des US-amerikanischen Eishockeyverbandes USA Hockey. Dort lief er die folgenden drei Spielzeiten bis zum Sommer 2000 für die U18-Mannschaft in der North American Hockey League (NAHL) und das Hauptteam in der United States Hockey League (USHL) auf. Zudem nahm er mit dem U18-Team an der U18-Junioren-Weltmeisterschaft 1999 teil. Nachdem er im NHL Entry Draft 2000 von den Carolina Hurricanes aus der National Hockey League (NHL) in der sechsten Runde an 181. Position ausgewählt worden war, ging der US-Amerikaner für vier Jahre ans Boston College und spielte dort parallel zu seinem Studium für das Universitätsteam in der Hockey-East-Division der National Collegiate Athletic Association (NCAA). Dabei kam er zum Jahreswechsel 2000/01 zum zweiten Mal bei einer Junioren-Weltmeisterschaft für die USA zum Einsatz und gewann am Ende der Spielzeit die College-Landesmeisterschaft mit seinem Team.
Da die Carolina Hurricanes die Möglichkeit, Forrest zu verpflichten, verstreichen lassen hatten, unterschrieb dieser im Sommer 2004 als Free Agent seinen ersten Profivertrag bei Saimaan Pallo aus der finnischen SM-liiga. Zur Saison 2005/06 wechselte er innerhalb der Liga zu Porin Ässät und absolvierte eine ähnlich solide Spielzeit wie im Vorjahr, die mit dem Gewinn der Vizemeisterschaft endete. Seine Leistungen in Finnland machten ihn auch wieder für das nordamerikanische Eishockey interessant, was dazu führte, dass ihn die Carolina Hurricanes im Sommer 2006 verpflichteten. Er verpasste jedoch die gesamte Saison 2006/07, nachdem er sich in einem Vorbereitungsspiel auf die Spielzeit das Kreuzband seines rechten Knies schwer verletzt hatte. Zur Saison 2007/08 fand er sich dann im Kader des Farmteams der Hurricanes, den Albany River Rats aus der American Hockey League (AHL) wieder. Zudem bestritt er einige Partien für die Florida Everblades und Elmira Jackals in der ECHL, ehe er im Februar 2008 zu den San Jose Sharks transferiert wurde, die ihn zu ihrem AHL-Farmteam, den Worcester Sharks, schickten.
Nachdem sich Forrest in Worcester nicht für die NHL hatte empfehlen können, wechselte er kurz nach dem Saisonstart in Europa zum finnischen SM-liiga-Klub und amtierenden Meister Oulun Kärpät. Für diese absolvierte er eine überragende Spielzeit mit 33 Scorerpunkten in 52 Spielen sowie einer Plus/Minus-Bilanz von +21. Damit lag er unter den punktbesten Verteidigern der Liga an vierter Stelle und in der Plus/Minus-Wertung an dritter Stelle der gesamten Liga. Zwar schied er mit dem Team in der Champions Hockey League bereits in der Vorrunde aus, doch in der nationalen Meisterschaft drang die Mannschaft bis ins Playoff-Finale vor, wo sie allerdings dem späteren Meister JYP Jyväskylä in vier Spielen unterlag. Im November 2009 unterschrieb Forrest einen Vertrag beim Schweizer Nationalligisten Kloten Flyers bis zum Saisonende. Diese hatten ihn während des Deutschland Cups, bei dem er sein Heimatland vertreten hatte, beobachtet. Zur Saison 2010/11 kehrte der US-Amerikaner erneut nach Finnland zurück und unterzeichnete einen Kontrakt bei Jokerit Helsinki. Im Mai 2011 entschied Forrest den Verein zu verlassen und erhielt einen Vertrag bei den Malmö Redhawks aus der schwedischen HockeyAllsvenskan. Der Vertrag wurde für eine Saison abgeschlossen und beinhaltete eine Klausel, um diesen für eine weitere Spielzeit zu verlängern.
Zwischen 2012 und 2014 stand Forrest bei den Augsburger Panthern aus der Deutschen Eishockey Liga (DEL) unter Vertrag und beendete dort im Sommer 2014 im Alter von 33 Jahren seine aktive Karriere. Anschließend schloss er sich als Assistenztrainer den Wilkes-Barre/Scranton Penguins an, bevor er dort zur Saison 2020/21 zum Cheftrainer befördert wurde.

## Erfolge und Auszeichnungen
| - 1998 NAHL First All-Rookie Team - 2000 NAHL Defenseman of the Year - 2000 NAHL First All-Star Team - 2001 Lamoriello-Trophy-Gewinn mit dem Boston College - 2001 NCAA-Division-I-Championship mit dem Boston College | - 2001 Hockey East All-Rookie Team - 2003 Hockey East Second All-Star Team - 2003 NCAA East Second All-American Team - 2009 Finnischer Vizemeister mit Porin Ässät - 2009 Finnischer Vizemeister mit Oulun Kärpät |

## Karrierestatistik

### International
Vertrat die USA bei:
- U18-Junioren-Weltmeisterschaft 1999
- U20-Junioren-Weltmeisterschaft 2001

(Legende zur Spielerstatistik: Sp oder GP = absolvierte Spiele; T oder G = erzielte Tore; V oder A = erzielte Assists; Pkt oder Pts = erzielte Scorerpunkte; SM oder PIM = erhaltene Strafminuten; +/− = Plus/Minus-Bilanz; PP = erzielte Überzahltore; SH = erzielte Unterzahltore; GW = erzielte Siegtore; 1 Play-downs/Relegation; Kursiv: Statistik nicht vollständig)